# Carex sheldonii
Carex sheldonii là một loài thực vật có hoa trong họ Cói. Loài này được Mack. mô tả khoa học đầu tiên năm 1915.